# Pardosa labradorensis
Pardosa labradorensis är en spindelart som först beskrevs av Tord Tamerlan Teodor Thorell 1875.  Pardosa labradorensis ingår i släktet Pardosa och familjen vargspindlar. Inga underarter finns listade i Catalogue of Life.